# 阿茲蘇貝達
阿茲蘇貝達（阿拉伯语：‎ ）是一個位于約旦河西岸东部的巴勒斯坦人村莊。阿茲蘇貝達隸屬於耶利哥省，坐落約旦河谷。根据巴勒斯坦中央统计局的数据，2006年年中阿茲蘇貝達有超过1,340名居民。

## 位置
阿茲蘇貝達位于耶利哥以北35.4（22.0英里）公里。阿茲蘇貝達东邻约旦河，北邻馬治納亞（Marj Na'ja） ，西邻艾加文 ，南邻馬治艾加沙。

## 历史
自1948年阿以戰爭開始至1949停戰協議達成後，阿茲蘇貝達由約旦統治，1950年正式被約旦吞併。
自1967年六日战争以来，阿茲蘇貝達一直处于以色列占领之下。
1970年，以色列从阿茲蘇貝達没收一部分土地，以建立艾加文定居点。 
在1995年《奧斯陸協議》訂立後，阿茲蘇貝達有1%的土地被划为A区，其余99%被划为为C区。
1997年，难民占阿茲蘇貝達人口的96%。阿茲蘇貝達的基本卫生保健設施被卫生部定为二级。  2010年1月，罗伯特·菲斯克报道，以色列人阻止了欧盟资助安装的污水处理系统，他形容該行為是“透过官僚系統进行种族清洗”的一部分。 

## 外部連結
- 阿茲蘇貝達村（便覽） （页面存档备份，存于） ，耶路撒冷应用研究所(ARIJ)
- 阿茲蘇貝達村概况 （页面存档备份，存于）(ARIJ)
- 阿茲蘇貝達航拍照片 （页面存档备份，存于）(ARIJ)
- 阿茲蘇貝達 (ARIJ) 的地方发展重点和需求 （页面存档备份，存于）